# Associação Académica de Leça
A Associação Académica de Leça foi fundada em Leça da Palmeira, no dia 20 de Outubro de 1966, por 13 jovens, nos quais estava incluído o atual presidente-adjunto, Fernando Pereira dos Santos, o grande impulsionador da sua criação e que desde essa data esteve sempre no comando dos seus destinos, exceptuando dois curtos períodos de tempo.
Começando por praticar apenas Futebol de Sete, participou em vários torneios populares, numa atividade contínua, vencendo muitos deles. Dois anos depois, passou a participar em torneios de futebol de onze, continuando a somar êxitos e a formar atletas para os clubes que participavam em provas oficiais, nomeadamente os Clubes mais representativos do Concelho de Matosinhos.
Pouco tempo depois, nasceu o Departamento de Futebol Juvenil, que seguiu os mesmos caminhos dos mais velhos numa altura em que o futebol de salão dava os primeiros passos. Sentindo que esta seria uma modalidade de futuro, os seus responsáveis aderiram à mesma, fazendo desta a principal modalidade praticada no clube, sem no entanto deixar de praticar o futebol de onze. Os triunfos surgiram em catadupa, principalmente pelas equipas mais jovens, que por onde passavam venciam tudo o que havia para vencer. os torneios populares de futebol de salão e de sete, organizados no Concelho de Matosinhos e não só, onde participava a Académica de Leça com as suas equipas juvenis, tinham invariavelmente o mesmo vencedor, situação que se repetia no futebol de onze, embora sem a mesma assiduidade.
Até que surgiu o "Dream Team", a melhor equipa de todos os tempos da história da colectividade. Durante quatro anos, por onde passavam, venciam tudo o que havia para vencer, individual e coletivamente. Dessa equipa, entre outros bons atletas de menor nomeada, brilhavam as consagradas figuras históricas do futebol português, Vítor Baía e Domingos Paciência, atuais presidentes da Direção e do Conselho Fiscal, respectivamente.
Sentindo que era necessário avançar, saturados que estavam dos torneios não federados e dado o momento de expansão que o futebol de salão atravessava, os corpos gerentes em atividade na época de 1989/90 deram o salto decisivo.
Assim, o dia 7 de Novembro de 1989, viria a revelar-se histórico na vida do clube, dado ter sido feita, nesse dia, a escritura oficial da Associação Académica de Leça no Cartório Notarial de Matosinhos, sendo, posteriormente, publicada no Diário da República de 22 Março de 1990. Ainda no mesmo ano, o clube filiava-se na Federação Portuguesa de Futebol de Salão, disputando o Campeonato nacional da III Divisão, na época de 1990/91, protagonizando, nas épocas seguintes, uma ascensão meteórica à I Divisão Nacional, Com a criação do Futsal, o clube abandonou a Federação Portuguesa de Futebol de Salão e, demonstrando rara visão de futuro, os seus dirigentes aderiram ao Futsal, modalidade que é, hoje, a única praticada pelo clube, juntamente com o bilhar.
A junção do Futsal ao Futebol de Cinco, levou o clube a estar inscrito na Associação de Futebol do Porto e na Federação Portuguesa de Futebol, o que acarreta obrigações quase impossíveis de ultrapassar para quem não tem, praticamente, massa associativa, um ringue ou pavilhão para treinar, uma sede social, possuindo apenas uma carrinha para transporte de cerca de uma centena de atletas. Perante carências tão graves, o futuro do clube está incontornavelmente dependente das estruturas que forem criadas, sendo imperiosa a contribuição de pessoas com responsabilidades na coletividade e no poder autárquico.

## Títulos
- Vice-campeão de 1º Open de Futsal, em juvenis, 1991;
- Vice-campeão Nacional de Escolas, época 1992/93;
- Campeão Distrital de Infantis, época 1995/96;
- Campeão Nacional de Infantis, época 1996/97,
- Campeão Distrital de Iniciados, época 1996/97;
- Campeão Nacional de Infantis, época 1996/97;
- Vencedor da Prova Extraordinária de Juvenis, época 1998/99;
- Campeão Distrital da II Divisão de Juniores, época 1999/2000;
- Campeão Nacional de Juniores, época 1999/2000;
- Campeão Distrital de Iniciados, época 2000/01;
- Vice-campeão Distrital de Juvenis, época 2002/03;
- Vice-campeão Nacional de Seniores da III Divisão, época 2005/06.

## Estádio

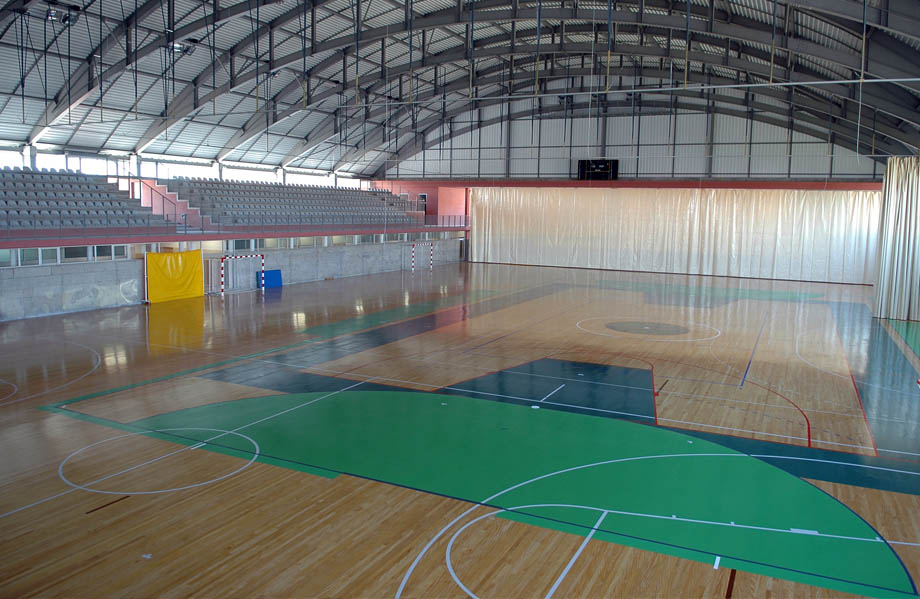

Campeão Distrital de Juniores 2010/2011

## Modalidades
- Futsal